# 우리아이 119
하정훈의 우리아이 119는 문화방송의 라디오 채널 MBC 표준FM에서 평일 오전 11시 10분부터 11시 15분까지 방송했던 라디오 프로그램이다. 2018년 10월 8일부터 2019년 3월 29일까지 5개월만에 폐지되었다.

## 지역 자체방송
| 프로그램                  | 방송지역                             | 방송국       | 진행자 |
| ------------------------- | ------------------------------------ | ------------ | ------ |
| 3830 상담실               | 대전광역시, 세종특별자치시, 충청남도 | 대전문화방송 | 김경섭 |
| 사람이 좋다! 문화가 좋다! | 광주광역시, 전라남도 중북부          | 광주문화방송 | 김두식 |